# Баврин, Иван Иванович
Иван Иванович Баврин (20 сентября 1932, Вязьма, Западная область, РСФСР — 12 января 2017, Москва, Российская Федерация) — советский и российский учёный, математик, педагог, заместителем заведующего кафедрой математического анализа Московского педагогического государственного университета (1985—1994), академик РАО.

## Биография
В 1956 г. окончил физико-математический факультет Московского областного педагогического института (МОПИ).
- 1968—1980 гг. — заведующий кафедрой математического анализа,
- 1972—1979 гг. — ученый секретарь МОПИ,
- 1985—1994 гг. — заместителеь заведующего кафедрой математического анализа Московского педагогического государственного университета (МПГУ).

С 1994 г. — профессор кафедры теоретической информатики и дискретной математики математического факультета МПГУ. Читал курсы «Математический анализ», «Теория вероятности и математическая статистика», «Теория случайных процессов», спецкурсы: «Начало анализа и математические модели в естествознании и экономике».
Создатель научного направления, разрабатывающего операторный метод и метод интегральных преобразований в комплексном анализе, и соответствующей научной школы. Автор и соавтор монографий, учебников и учебных пособий.
Доктор физико-математических наук (1968), тема диссертации «Исследование по теории аналитических функций многих комплексных переменных»), профессор (1969), член-корреспондент РАО с марта 1993 г., действительный член РАО с 27 апреля 2001.
Более 25 лет явлвялся членом Президиума и председателем секции педагогических вузов Научно-методического совета по математике при Министерстве высшего образования.

## Награды и звания
Заслуженный деятель науки Российской Федерации (1998).
Почётный работник высшего профессионального образования РФ, лауреат премии Правительства Российской Федерации в области образования (1996).
Награждён медалью «Ветеран труда» (1987), медалью «В память 850-летия Москвы» (1997), нагрудным знаком «Почетный работник высшего профессионального образования Российской Федерации» (2001), медалью К. Д. Ушинского (2008), золотой медалью Российской академии образования «За достижения в науке» (2012), знаком «За заслуги» (2012).

## Основные работы
- Иван Иванович Баврин, Евгений Александрович Фрибус. Старинные задачи. Книга для учащихся. М., Просвещение, 1994—128 с. 30 000 экз.
- Общий курс высшей математики: Учеб.пособие / Иван Иванович Баврин, Виктор Леонидович Матросов . — Москва: Просвещение, 1995. — 463с.
- Сельский учитель С. А. Рачинский и его задачи для умственного счета. Иван Иванович Баврин М.: Физматлит, 2003. 112 с. ISBN 5-9221-0368-7
- Высшая математика: Учебник для студ. вузов / Иван Иванович Баврин и Виктор Леонидович Матросов. — М.: Гуманитарный издат. центр ВЛАДОС, 2002. — 398 с.: ил. — (Учебник для вузов)
- Высшая математика / Иван Иванович Баврин. — М.: Высшая школа; М.: Издательский центр «Академия» , 2000. — 611 с.: ил.
- Высшая математика: Учеб. для студ. естественно-научных специальностей педагогических вузов/Иван Иванович Баврин −5-е изд., стер. — М.: Издательский центр «Академия», 2005. — 616 с.
- Геометрия. 10-11 классы [Текст]: подготовка к ЕГЭ / И. И. Баврин. — Москва: Физматлит, 2016. — 104 с.: ил.; 22 см; ISBN 978-5-9221-1676-3
- Высшая математика: учебн. пособие [для студентов пед. ин-тов по биол. и хим. специальностям] / Иван Иванович Баврин. — М.: Просвещение, 1980. — 383, [1] с
- Операторный метод в комплексном анализе / И. И. Баврин. — М.: Прометей, 1991. — 199,[1] с.; 22 см.
- Высшая математика: [Учеб. для хим.-биол. спец. пед. вузов] / И. И. Баврин. — 2-е изд., перераб. — М.: Просвещение, 1993. — 318,[1] с.: ил.; 22 см. — (Учебник для педагогических вузов).; ISBN 5-09-004621-2
- Крат. справ. школьника: 5-11-е кл. / И. И. Баврин. — М.: Изд. дом «Дрофа», 1997. — 190 с.: ил.; 20 см. — (Справочники «Дрофы»).; ISBN 5-7107-1034-2
- Операторы и интегральные представления [Текст]: Учеб. пособие / М-во просвещения РСФСР. Моск. обл. пед. ин-т им. Н. К. Крупской. — Москва: [б. и.], 1974. — 99 с.; 21 см.